# 東経82度線
東経82度線（とうけい82どせん）は、本初子午線面から東へ82度の角度を成す経線である。北極点から北極海、アジア、インド洋、南極海、南極大陸を通過して南極点までを結ぶ。
東経82度線は、西経98度線と共に大円を形成する。

## 通過する地域一覧
東経82度線は、北極点から南極点まで南に向かって以下の場所を通っている。
| 地理座標                                             | 国土・領土・領海     | 備考 |
| ---------------------------------------------------- | -------------------- | --- |
| 北緯90度0分 東経82度0分 / 北緯90.000度 東経82.000度  | 北極海               | |
| 北緯81度7分 東経82度0分 / 北緯81.117度 東経82.000度  | カラ海               | ウエジネニヤ島（英語版）のすぐ西を通過 |
| 北緯75度53分 東経82度0分 / 北緯75.883度 東経82.000度 | ロシア               | ポロギイ＝セルゲイワ島（英語版） |
| 北緯75度52分 東経82度0分 / 北緯75.867度 東経82.000度 | カラ海               | |
| 北緯75度30分 東経82度0分 / 北緯75.500度 東経82.000度 | ロシア               | 北極研究所諸島（英語版） |
| 北緯75度7分 東経82度0分 / 北緯75.117度 東経82.000度  | カラ海               | |
| 北緯73度37分 東経82度0分 / 北緯73.617度 東経82.000度 | ロシア               | |
| 北緯72度17分 東経82度0分 / 北緯72.283度 東経82.000度 | エニセイ湾（英語版） | |
| 北緯71度41分 東経82度0分 / 北緯71.683度 東経82.000度 | ロシア               | |
| 北緯50度48分 東経82度0分 / 北緯50.800度 東経82.000度 | カザフスタン         | |
| 北緯45度9分 東経82度0分 / 北緯45.150度 東経82.000度  | 中華人民共和国       | 新疆ウイグル自治区 チベット自治区 |
| 北緯30度20分 東経82度0分 / 北緯30.333度 東経82.000度 | ネパール             | |
| 北緯27度56分 東経82度0分 / 北緯27.933度 東経82.000度 | インド               | ウッタル・プラデーシュ州 マディヤ・プラデーシュ州 チャッティースガル州 マディヤ・プラデーシュ州 チャッティースガル州 オリッサ州 チャッティースガル州 オリッサ州 アーンドラ・プラデーシュ州 |
| 北緯16度25分 東経82度0分 / 北緯16.417度 東経82.000度 | インド洋             | スリランカのすぐ東を通過 |
| 南緯60度0分 東経82度0分 / 南緯60.000度 東経82.000度  | 南極海               | |
| 南緯65度47分 東経82度0分 / 南緯65.783度 東経82.000度 | 南極大陸             | オーストラリア南極領土（ オーストラリアが領有権主張） |
| 南緯66度29分 東経82度0分 / 南緯66.483度 東経82.000度 | 南極海               | バリア湾（英語版） |
| 南緯67度24分 東経82度0分 / 南緯67.400度 東経82.000度 | 南極大陸             | オーストラリア南極領土（ オーストラリアが領有権主張） |